# Ami Boué
Pour les articles homonymes, voir Boué (homonymie).

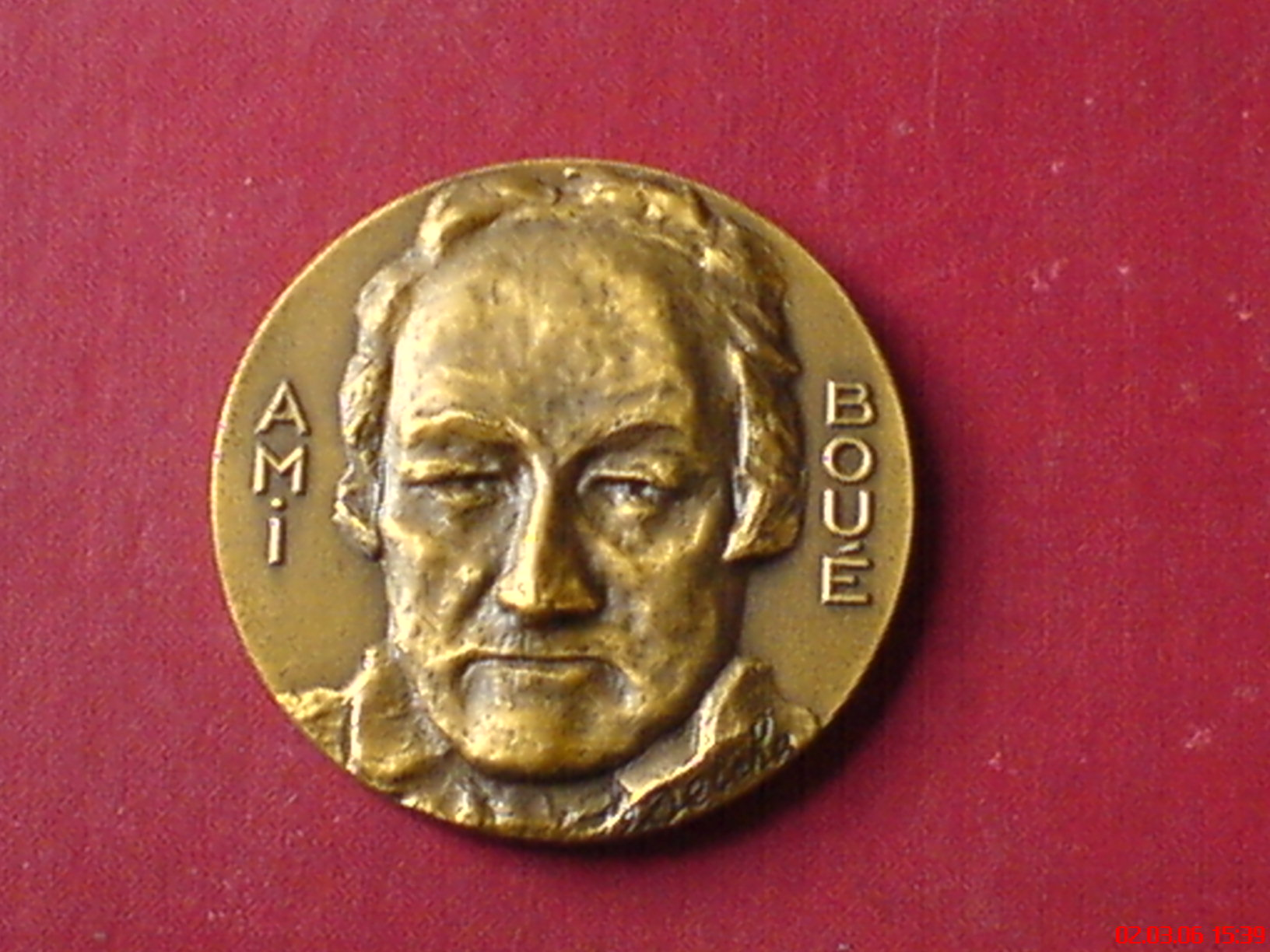
Ami Boué (médaille réalisée par Georges Deicha pour la SGF).

Ami Boué, né le 16 mars 1794 à Hambourg et mort le 21 novembre 1881 à Vienne (Autriche), est un géologue d'origine française qui vécut essentiellement en Allemagne, en France et en Autriche.

## Biographie
Né dans une riche famille d'armateurs huguenots, petit-fils de Pierre Boué et de Jaques de Chapeaurouge (de), il reçoit sa première formation dans cette ville ainsi qu'à Genève et à Paris.
Il continue ses études à l'université d'Édimbourg où il étudie la médecine. L'influence de Robert Jameson, qui enseigne la minéralogie et la géologie, le pousse vers sa future carrière. Il fait des expéditions géologiques dans diverses parties de l'Écosse et dans les iles Hébrides.
Après son doctorat il s'installe quelques années à Paris (1817-1832), tout en faisant de nombreuses excursions en Italie, Croatie, Hongrie, Autriche, Suisse, Allemagne, etc.
En 1830, il est le président de la session constituante de la Société géologique de France (SGF). La SGF l'élira encore président en 1835 et créera une médaille à son effigie.
En 1820, il publie Essai géologique sur l'Écosse où il décrit en particulier les roches éruptives. Il voyage en Allemagne, en Autriche et dans le sud de l'Europe pour étudier des formations géologiques variées. Il devient un des pionniers de la recherche en géologie en France. En 1830, à la demande de Constant Prévost, il préside la séance constitutive de la Société géologique de France dont il sera président en 1835. Il s'installe ensuite définitivement en Autriche (1835) et est naturalisé autrichien. De 1836 à 1838, il fait plusieurs très longs voyages à travers les Balkans.
À l'académie impériale des sciences de Vienne il communique d'importants articles sur la géologie des Balkans. Il publie aussi Mémoires géologiques et paléontologiques (Paris, 1832) et son œuvre maitresse : La Turquie d'Europe ; observations sur la géographie, la géologie, l'histoire naturelle, etc. (Paris, 1840) qui ne connaitra sa pleine notoriété que 20 ans plus tard. Il reçoit la médaille Wollaston en 1847.